# 大宮医師会
一般社団法人 大宮医師会（おおみやいしかい、英: Omiya Medical Association）は、埼玉県さいたま市北区東大成町2-107に本部を置く、旧大宮市地区（現、大宮区、北区、見沼区、西区）の医師を会員とする法人。
大宮医師会館内には、１階に事務局、大宮医師会メディカルセンター、大宮地域産業保健センター、2階に大宮医師会メディカルセンター、大宮在宅医療支援センター、3階に大宮准看護学校が設置されている。また、大宮区浅間町2-104に大宮医師会看護専門学校を設置。

## 概要
1947年（昭和22年）11月1日に設立され、医道の昂揚、医学医術の発達普及と地域医療の向上とを図り、以て社会福祉を増進することを目的として、大宮地区休日夜間急患センタ－、産婦人科在宅当番医など休日、夜間の一次救急医療、市民健診（特定健診）や各種がん検診の実施、児童、生徒の健康管理、介護、産業保健等の事業活動を通じて地域医療を担っている。
さいたま市誕生後は、浦和医師会、さいたま市与野医師会、岩槻医師会と共にさいたま市４医師会として連携。

## 沿革
- 1947年11月 – 大宮市医師会発足。

- 1953年04月 – 大宮市医師会准看護婦学校(現、大宮医師会立大宮准看護学校)開校。
- 1965年11月 – 大宮市医師会メヂカルセンター落成。
- 1972年04月 – 大宮市医師会高等看護学院(現、大宮医師会看護専門学校)開校。
- 1972年07月 – 大宮市医師会市民病院開院。
- 1980年04月 – 大宮広域救急医療センター開院。
- 1984年08月 – 大宮市医師会検診センター落成。
- 1994年08月 – 大宮地域産業保健センター開設。
- 1999年03月 – 訪問看護ステーションみどり開設。
- 2001年05月 - さいたま市誕生に伴い大宮医師会に名称変更。
- 2003年04月 - 居宅介護支援事業所みどり開設。
- 2008年09月 - 訪問看護ステーションみどり・居宅介護支援事業所みどり閉所。
- 2009年02月 - 大宮医師会市民病院閉院。
- 2009年03月 - さいたま市民医療センター開設、大宮医師会移転（宮原町から東大成町へ）、さいたま北部医療センターに於いて、さいたま市大宮休日急患センター運営。
- 2013年04月 - 公益法人制度改正に伴い一般社団法人大宮医師会に改称。
- 2015年07月 - 大宮在宅医療支援センター開設。